# عارية الزقاق
عارِيَةُ الزِّقاق (الاسم العلمي: Gymnoascus)، جنس من الفطريات تتبع فصيلة العارِياتُ الزِّقاق. الجنس منتشر على نطاق واسع في المناطق المناخ المعتدل الشمالية، وتشتمل على ثمانية أنواع.

## روابط خارجية
- عارية الزقاق  في فهرس فونغوروم.